# Медіасистема Греції
Засоби масової комунікації в Греції відносяться до засобів масової інформації, що розташовані в Республіці Греція. До них належить: телебачення, журнали та газети, які контролюються як державними, так і некомерційними корпораціями. Є залежними від реклами, підписок та інших надходжень від продажів. Конституція Греції гарантує свободу слова в засобах масової інформації.
Свобода преси почала свій спад в Греції під час економічної та фінансової кризи в Греції. Перейшовши з 35-го місця у 2009 р. у звіті «Репортерів без кордонів» до 88-го місця в 2017 р. країна займає значно нижчу позицію ніж всі інші країни Європи та Західних Балкан. Сьогодні Греція є країною-членом Європейського Союзу, де журналістика та ЗМІ стикаються з найгострішою кризою за весь час існування.

## Загальна характеристика медіасистеми Греції
Грецька медіасистема була завжди тісно пов'язана з політикою. Зовсім не випадково, що зростання сучасної грецької преси в середині 19 століття відбувалося паралельно з встановленням політичних партій в країні. У 20 столітті, а точніше після падіння диктатури в 1974 році, грецька преса була модернізована. З того часу впровадження нових технологій друку в 1980-х, введення приватних інвесторів в медіа-сектор, а також сильна конкуренція з боку телебачення, змінили медіа-сектор у цілому. Переважаючими секторами в медіасистемі Греції є радіо, телебачення, та інтернет джерела (особливо соціальні мережі та агенції новин).

### Радіостанції Греції
Греція має понад 1000 ліцензійних радіостанцій. Більшість з яких транслюється на FM-діапазоні. Радіостанції широко поширені в Греції, з 1997 року — 5,02 близько мільйона слухачів. Державна телерадіокомпанія ERT володіє п'ятьма радіостанціями: Second Programme, ERA-3, NET Radio, ERA Sport, KOSMOS.
Основними каналами є музичні станції Skai Radio (що належать видавництву Alafouzos) з 10,8 % та Rythmos (8,4 %); основною спортивною станцією є Nova Sport FM (7,1 %).
Радіо залишається важливим джерелом інформації та розваг для грецького народу, який слухає радіо приблизно 3,5 години на добу. Переважна більшість радіостанцій працює на FM-діапазоні, тоді як більшість з них є приватною власністю та передається на місцевому або регіональному рівні (фактично є трансляцією в одному з 52 адміністративних регіонів). Це пов'язане з тим, що тільки державне радіо має дозвіл на національне мовлення. Найважливіші приватні радіостанції розташовані в Афінах та в Салоніках.

### Телебачення
Телевізійне мовлення в Греції було офіційно дозволено в 1951 році. Трансляції розпочалися в 1966 році.
Основним джерелом інформації для більшості громадян Греції в 2010 році було телебачення. Ринок був де-регульований у 1989 році з закінченням державної монополії та створенням приватних телевізійних станцій, які зараз домінують на ринку.
Громадські мовники — ERT та Vouli TV (присвячені парламентським дебатам). Ліцензовано вісім національних телевізійних станцій: 902 Aristera sta FM, Alpha TV, Alter Channel, ANT1, Mega Channel, TV Skai, Star Channel, TV Makedonia. Три ліцензованих місцевих / регіональних телевізора — Tileasti, Tiletora and the Municipal Channel of Thessaloniki. Інші 123 телевізійні станції подали заявку на отримання ліцензії лише в 2010 році.
Супутникові канали трансляції включають в себе громадські телеканали ERT-World і Vouli TV та приватні Star International, Alter Globe, Channel 10, Mad International і Extra 3. Трансляція іноземних супутникових каналів здійснюється ERT безкоштовно, включаючи CNN International, Cyprus Sat, RIK 1. Супутники Hellas-Sat 2 дозволяють транслювати програми на Європу, на Близький Схід та Південну Африку.
Основні телевізійні станції Греції: Громадські: ERT1, ERT2, ERT3, ERT HD.
Приватні: Mega Channel, ANT1 TV, Star Channel, Alpha TV і Skai TV.

### Преса
Всього в Греції нараховується чотири найбільших видавничих групи: Lambrakis Press Group, Pegasus Group, Kathimerini AE і Tegopoulos AE. Вони розподілили 71 відсоток ринку друку в 2010 році. Грецька індустрія газет та журналів перебуває в стані неухильного падіння. В останнє десятиліття, середній тираж найбільших газет в країні різко скоротився, і продовжує скорочуватися.
Основні газети в Греції — Катімеріні (встановлено 1919 р., 47 682 примірники в день у 2010 р.), До віма (1922 р., 44 144 прим. В 2010 р.), Та Неа (1931 р., 55014 прим. В 2010 р.) Та Елефетротіпія (1975, 40848 примірників у 2010 р.).
У 2010 році в Греції було 82 національних газети, з них 8 ранкових випусків, 13 вечорніх, 22 недільних та 16 тижневих. Основними форматами залишалися недільні газети, частка яких складає 56,2 % зі всієї преси. Більшість недільних читачів у 2010 році обрали Прото Тему та Віма тис Кіракікіс (189,389 і 187,664 примірники), а потім Кіріакатікі Елефтеротіпія (153,085 прим.)
Галузеві журнали також мають свою долю попиту на ринку медіа в Греції. До прикладу, в 2010 році — випускалося близько 174 різноманітних, спеціалізованих журналів.
Останнім часом сектор друку зменшився через наслідки фінансової кризи. Доходи зменшилися, і багато торгових точок були змушені закритися через зменшення надходжень з реклами в пресі. Це також вплинуло на зайнятість у сфері. Журналісти були змушені погоджуватися на нижчі умови праці та вдаватися до самоцензури, щоб зберегти безпеку своєї роботи.
Основні публічні та приватні видання демонструють сильний партизанський ухил. Відносини між власниками медіа та політичними (та урядовими) лицями мають свою специфіку, зокрема можна відслідкувати рекацію на присутність критики влади у пресі.

### Телекомунікації
Ринок телекомунікацій та поштових послуг в Греції регулюється Еллінською телекомунікаційною та поштовою комісією (EETT), яка видала офіційні ліцензії постачальникам послуг.
ОТЕ, колишня державна монополія до 1994 року, є основним гравцем у сфері телефонного зв'язку. З часу лібералізації ринку телекомунікацій, OTE повільно втрачав частку ринку конкуруючим операторам зв'язку, такими як адекватно онлайн, Wind, Cyta, Forthnet і Tilefonia. Станом на 2005 рік частка OTE на ринку становила близько 76 %.
Греція має три мобільних телекомунікаційних компаній; Cosmote (державна компанія), Vodafone, WIND і CYTA.
Греція володіє одним телекомунікаційним супутником «Hellas-sat», який надає телекомунікаційні послуги у більшості країн Східної Європи та Західної Азії.

### Інтернет
Інтернет у Греції спирався на комутований зв'язок в режимі PSTN / ISDN з 1990 по 2003 рік, коли ADSL був комерційно запущений провідним оператором OTE. ADSL2 + і VDSL2 в даний час є основним стандартом широкосмугового доступу. У Греції також є мобільний зв'язок 3G та 4G +. Греція має широку мережу волоконно-оптичних мереж по всій країні.
У 2014 році 63 % населення Греції регулярно отримували доступ до Інтернету.
Як і в інших країнах, соціальні мережі та сайти є основними джерелами, які греки використовують для доступу до контенту та новин.
Facebook є найбільш часто використовуваним сайтом соціальної мережі в Греції, 30 % грецького населення (тобто 2 673 000 осіб) мають обліковий запис на Facebook. Twitter — друга за популярністю соціальна мережа, що нараховує 713 000 користувачів. Instagram — це третя популярна соціальна мережа, з 465 000 користувачів, а потім 365 000 користувачів Linkedin, 267 000 користувачів Google +, 178 000 користувачів Pinterest і 89 000 користувачів Foursquare.
У Греції існує інтернет-цензура, включаючи блокування вебсайтів.
Конституція передбачає свободу слова та преси, і уряд загалом поважає ці права на практиці. Незалежні ЗМІ активні та висловлюють широкий спектр поглядів. Особи можуть критикувати уряд публічно чи в приватному порядку без репресій, і уряд не перешкоджає цій критиці. Проте закон передбачає переслідування осіб, які "навмисно підбурюють інших до дій, які можуть спровокувати дискримінацію, ненависть або насильство щодо осіб чи груп осіб на основі їх расової або етнічної приналежності або які висловлюють думки, що ображають людей чи групи осіб через їх расу чи етнічне походження ". Закон дозволяє будь-якому прокурору наказувати вилучати публікації, які ображають президента, будь-яку релігію, містять непристойністі, виступають за насильницьке повалення політичної системи або розкривають військові таємниці. Закон передбачає кримінальну відповідальність за наклеп, однак у більшості випадків кримінального наклепу влада звільняла підсудних під заставу під час судового розгляду. Конституція та закон забороняють довільне втручання у приватне життя, сім'ю, дім чи кореспонденцію. Проте деякі організації, такі як Грецький Хельсінський монітор, повідомляють, що органи влади не завжди дотримуються цих положень на практиці.